# Azé, Loir-et-Cher
Azé là một xã của tỉnh Loir-et-Cher, thuộc vùng Centre-Val de Loire, miền trung nước Pháp.